# お嬢様と秘密の乙女
『お嬢様と秘密の乙女』（おじょうさまとひみつのおとめ）は、2015年6月26日にMOONSTONE Honeyより発売された18禁美少女アドベンチャーゲーム。

## ストーリー
主人公である篠原悠利は、御曹司で将来社長になるために国内有数のお嬢様学園であるマグノリア女学院へ女装して通うことになる。

## 登場人物
篠原 悠里 （しのはら ゆうり）
本作の主人公で学園の2年生。篠原悠利として女装して名門のマグノリア女学院に通うことになる。
姫小路 遙花 （ひめこうじ はるか）
声 - 花澤さくら
学園の2年生。学園での人気者。
神水守 藍璃 （かみもり あいり）
声 - 香澄りょう
学園の2年生。 耳年増という噂もある。
白雪 ゆみな （しらゆき ゆみな）
声 - 秋野花
学園の1年生。 重度の男性恐怖症。
西園寺 紗夜 （さいおんじ さや）
声 - 霧賀みね
学園の3年生。クールな女の子。

## スタッフ
- キャラクターデザイン/原画 - 桜坂つちゆ、日向奈尾
- シナリオ - 樹原新、篁葉月、藤井和敏、北川晴
- 音楽 - 日太まりお、松浦貴雄